# Клейтон, Ронни
Ро́нальд (Ро́нни) Кле́йтон (англ. Ronald „Ronnie“ Clayton; 5 августа 1934 — 29 октября 2010) — английский футболист, известный по выступлениям за «Блэкберн Роверс» и сборную Англии.

## Карьера
С 1949 года начал выступать за «Блэкберн Роверс». Его дебют в основе состоялся в 1951 году и был ознаменован победой над «Куинз Парк Рейнджерс» со счётом 2:1. После завершения военной службы в возрасте 20 лет он стал капитаном «Блэкберна» и оставался верен своей команде до конца карьеры. Выступая в полузащите, являлся игроком оборонительного плана. Всего провёл за «Блэкберн» 581 матч и забил 15 мячей.
В 1955 году был впервые вызыван в основную сборную Англии. Его дебют за сборную состоялся в ноябре 1955 года в матче против Северной Ирландии на «Уэмбли». В 1958 году принял участие в чемпионате мира, на котором англичане не смогли выйти из своей группы, заняв третье место.
Завершив карьеру в «Блэкберне», провел один сезон в качестве играющего тренера клуба «Моркам».
13 августа 2011 года одна из трибун стадиона «Ивуд Парк» была названа в честь Ронни Клейтона. Ранее она называлась «Блэкберн Энд», а в настоящее время называется «Ронни Клейтон Энд».